# توجيه الطفل في الإسلام
توجيه الطفل في الإسلام أهتم الإسلام بالطفل واعتنى به عنايةً فائقةً، وباعتبار مرحلة الطفولة هي المرحلة الأساسية في بناء شخصية الطفل، فقد أوجب الإسلام على الآباء توجيه أبنائهم توجيهًا سليمًا صحيحًا، وجعل ذلك فرضًا عليهم، بل وقَد كَفَل الإسلام للطِّفل حقوقًا كثيرةً؛ تبدأُ العِنايةُ بالطِّفل قبلَ أنْ يدخُل إلى رَحِم أُمِّه، وحق الطفل في الإسلام لا يقتصر على الآباء لأبنائهم، فقد أولت الشريعة الإسلامية حقوقًا للأيتام، وحث المسلمون على رعايته وكفالته فقد قال النبي محمد «أنا وكافل اليتيم في الجنة هكذا» وأشار بالسبَّابة والوسطى، وفرَّج بينهما شيئًا، وقد قال تعالى في سورة الإنسان: ﴿وَيُطْعِمُونَ الطَّعَامَ عَلَى حُبِّهِ مِسْكِينًا وَيَتِيمًا وَأَسِيرًا ۝٨﴾.

## تربية الطفل في الإسلام
حمَّل الإسلام الآباء أمانة تربية أطفال المسلمين وتأديبهم وتعليمهم، وقد حذر النبي محمد من تضييع هذه الأمانة، فقال: «ما من عبد يسترعيه الله رعية يموت يوم يموت وهو غاش لرعيته إلا حرم الله عليه الجنة»، وأكد أبو حامد الغزالي على أن ينشئ الطفل منذ الصغر على تربية أسلامية صحيحة، فالتربية بوجهة نظره حياة، وإذا انشئ الطفل تنشئة سليمة سيصبح سعيدًا في حياته كما أنه اكد على أهمية زرع الأخلاق عند الطفل منذ الصغر وبين على ان الأخلاق لا تغرس الا من قبل الوالدين فالمسؤولية تقع عليهم في زرع القيم الإسلامية وكيف انهم يجب ان يكونوا قدوة حسنة لاطفالهم. ولم يقف الإمام الغزالي فقط عند أهمية تربية الطفل بل اهتم باللعب عند الأطفال فيقول: «وينبغي أن يؤذن الصبي بعد الانصراف من الكتاب أن يلعب لعبًا جميلًا، ويستريح إليه من تعب الكتاب، بحيث لا يتعب في اللعب فإن منع الصبي من اللعب وإرهاقه إلى التعليم دائما يميت قلبه، ويبطل ذكاءه، وينغص علية العيش، حتى يطلب الحيلة في الخلاص منه».
فبين الغزالي مدى أهمية اللعب للطفل وكيف أنه وسيلة للترويح عن النفس وبين حال الطفل كيف يكون بدون لعب. وتطرق ابن خلدون إلى أهمية تعليم الطفل وبين أنه يجب على المعلم أن لا يصرف في العقاب فقال: «على المعلم ان يأخذ الأطفال بالقرب والملاينة لا بالشدة والغلظة». وأدرج ابن خلدون كيفية تعليم الطفل فأوجب على المعلم ان يراعي "التدرج من السهل إلى الصعب"، وأن يعتمد المعلم على تقديم خبرة الأشياء المحسوسة لا المجردة لأن الأطفال لا يفهمون الخبرات المجردة. وقد حث الإسلام على التربية من جوانب كثيرة، كالتربية الإيمانية، والتربية الخلقية، والتربية الجسمية، والتربية العقلية، والتربية النفسية، والتربية الاجتماعية وغيرها. ومن جوانب حث الإسلام على التربية الإيمانية للطفل قوله تعالى في سورة طه: ﴿وَأْمُرْ أَهْلَكَ بِالصَّلَاةِ وَاصْطَبِرْ عَلَيْهَا﴾، وفي حديث عن النبي محمد قال: «مروا أولادكم بالصلاة وهم أبناء سبع، واضربوهم عليها وهم أبناء عشر، وفرقوا بينهم في المضاجع». ومن ما ورد عن فقد ورد أحاديث كثيرة عن النبي، وورد أثار عن الصحابة في تأديب الأطفال؛ وقد روي عن عبد اللَّه بن عبد الأسد ربيب النبي محمد قال: كنت غلامًا في حجر محمد، وكانت يدي تطيش في الصحفة فقال لي رَسُول اللَّهِ ﷺ «يا غلام سم اللَّه تعالى، وكل بيمينك، وكل مما يليك». فما زالت تلك طعمتي بعد. ومن ناحية التربية الجسمية فقد ورد أثار عن عمر بن الخطاب  أنه قال: «علموا أبناءكم السباحة والرمي، والمرأة المغزل»، وهذا ما فيه حث على التربية الجسمية للطفل، وإعداده إعدادًا بدنيًا. فلذلك يجب ان نحرص على تنشئة أطفالنا في بيئة إسلامية صحيحة.

## حقوق الطفل في الإسلام
شرع الإسلام حقوقًا للطفل تَجب له على من وليه، ولم يكن الاهتمام بالطفولة والطفل في الإسلام وليد تأثر بفكرٍ اجتماعي سابق أو معاصر لظهور الإسلام، فقد سبق الدين الإسلامي اتفاقية حقوق الطفل بأكثر من ثلاثة عشر قرنًا، وجعل للطفل أهمية كبرى.
- حق الحياة: فقد جعل الإسلام للجنين في رحم أمه حق في الحياة، وشدد في النهي عن قتله، وأعد لمن قتله عذابًا أليمًا، فقد قال تعالى: ﴿وَلَا تَقْتُلُوا أَوْلَادَكُمْ خَشْيَةَ إِمْلَاقٍ نَحْنُ نَرْزُقُهُمْ وَإِيَّاكُمْ إِنَّ قَتْلَهُمْ كَانَ خِطْئًا كَبِيرًا ۝٣١﴾ [الإسراء:31].
- حق المساواة: بين الجنسين وقد نهى الإسلام في التفرقة بين الذكر والأنثى، وسوى بينهما فقد قال تعالى في سورة الشورى: ﴿لِلَّهِ مُلْكُ السَّمَاوَاتِ وَالْأَرْضِ يَخْلُقُ مَا يَشَاءُ يَهَبُ لِمَنْ يَشَاءُ إِنَاثًا وَيَهَبُ لِمَنْ يَشَاءُ الذُّكُورَ ۝٤٩﴾،[14] وأنكر الإسلام التمييز بينَ الذكر والأنثى وأمر بالعدل بينهم.
- حق الطفل في التربية والتعليم: جعل الإسلام من حقوق الطفل حق تربيته، وتعليمه، فقد قال تعالى: ﴿يَا أَيُّهَا الَّذِينَ آمَنُوا قُوا أَنْفُسَكُمْ وَأَهْلِيكُمْ نَارًا وَقُودُهَا النَّاسُ وَالْحِجَارةُ﴾،[15] قال علي بن أبي طالب: «أي: علِّموهُم وأدِّبوهُم». ويقول ابن القيم الجوزية: «فمن أهملَ تعليمَ وَلَدِه ما ينفعُه وتركَهُ سُدى، فقدْ أساءَ إليه غايةَ الإساءَةِ، وأكثرُ الأولادِ إنَّما جاءَ فسادُهم مِن قِبَل الآباءِ وإِهْمالِهم لهم، وتَرْكِ تعليمِهم فرائضَ الدِّين وسُنَنِه فأَضاعُوهُم صِغارًا فلم ينتَفِعوا بأنفسِهم ولم ينفعوا آباءهم كبارًا، وكمْ مِن والدٍ حَرَم ولَدَه خيرَ الدُّنيا والآخِرَةِ وعرَّضَه لِهلاكِ الدُّنيا والآخِرَةِ، وكُلُّ هذا عواقبُ تفريطِ الآباءِ في حُقوقِ الله وإِضاعَتِهِم لَها وإِعراضِهم عمَّا أوْجَبَ اللهُ عليهم مِنَ العلم النَّافع والعملِ الصَّالح».[16]
- حق الطفل في الرَّضاعة الطبيعية: ومن حقوق الطفل المقررة في الشريعة الإسلامية الحق في الرَّضاعة الطبيعيَّة من أمه إن استطاعت أو مِن مرضعةٍ أخرى، ﴿وَالْوَالِدَاتُ يُرْضِعْنَ أَوْلَادَهُنَّ حَوْلَيْنِ كَامِلَيْنِ لِمَنْ أَرَادَ أَنْ يُتِمَّ الرَّضَاعَةَ وَعَلَى الْمَوْلُودِ لَهُ رِزْقُهُنَّ وَكِسْوَتُهُنَّ بِالْمَعْرُوفِ﴾.[17]
- حق الكسوة والإطعام: وكلفت الشريعة الأب في كسوة الطفل وإطعامه على قدر استطاعته.
- حق الطفل اليتيم في الرعاية: فقد أوَّل الدين الإسلامي للطفل اليتيم عنايةً خاصة، قال تعالى في سورة الإنسان: ﴿وَيُطْعِمُونَ الطَّعَامَ عَلَى حُبِّهِ مِسْكِيناً وَيَتِيمًا وَأَسِيرًا﴾[2]، وقال تعالى في سورة البقرة: ﴿وَيَسْأَلُونَكَ عَنِ الْيَتَامَى قُلْ إِصْلَاحٌ لَهُمْ خَيْرٌا﴾.[18]